# Абимилки

Левант по материалам Амарнских писем

Абимилки (Абимилку, Азимилк, Ахимилк; «[мой] отец — царь»; финик. Abi-milki) — правитель Тира во второй половине XIV века до н. э.

## Биография
Абимилки известен из посланий, сохранившихся в составе Амарнского архива. В них он упоминается как «градоначальник Сурру» (то есть Тира). Его правление датируется второй половиной XIV века до н. э. (иногда более точно: между 1355 по 1335 годом до н. э.). От имени Абимилки составлены десять писем, адресованных фараону Египта Эхнатону (послания № 146—155).
Бо́льшая часть упоминаний о Абимилки в письмах Амарнского архива связана с ситуацией, сложившейся после подавления фараоном Аменхотепом III восстания в нескольких городах Ханаана и Финикии. Желая положить конец мятежам, правитель Египта расположил в усмирённых городах гарнизоны, состоявшие как из местных, так и приведённых туда из других земель воинов. Правителями этих городов были назначены доказавшие преданность фараону лица, в том числе, и из числа местной знати. Среди таких был и Абимилки, согласно посланию № 295 поставленный Аменхотепом III правителем Тира, и обладавший не только административной, но и военной властью над вверенными ему землями. В послании № 147 сообщается, что Абимилки был утверждён фараоном Аменхотепом III наследником владений своего скончавшегося отца. Возможно, эти правителем был тирский царь, имя которого на одном из сильно повреждённых документов из архива в Амарне (письмо № 89) читается как …-DI.KUD. В послании сообщается, что этот царь Тира, долгое время враждовавший с сидонским царём по имени Яб(п)[…], погиб во время мятежа своих подданных. О военных действиях между Абимилки и эти сидонским царём упоминается в ещё одном послании (письмо № 295). В письме № 149 тирский правитель упомянут как «рабицу»: присвоение такого титула неегиптянину свидетельствует об особом доверии нового фараона Эхнатона к царю Абимилки.
В одном из ранних посланий (письме № 114) Абимилки назван союзником правителя Сидона Зимриды и царя Амурру Азиру. Однако в позднейших письмах Зимрида и Азиру упоминаются только как враги Абимилки. Причиной разрыва союзных отношений между этими правителями стал захват воинами из Амурру принадлежавшего тирскому царю города Цумур. Одновременно Зимрида присоединил к своим владениям находившийся под властью правителя Тира город Ушу (греческое название — Палетир).
В послании № 147 Абимилки ставил Эхнатона в известность о готовности Тира к прибытию большого египетского войска, а также о дружеских связях царя Сидона Зимриды, подвластного фараону, и правителя Амурру Азиру, враждебного правителю Египта. Всего Зимрида упоминается в пяти из десяти посланий Абимилки.
В письме № 148 правитель Тира сообщал, что отправил в Египет наложенную на город дань. Он также просил у Эхнатона воинов для своей защиты, так как его люди были захвачены по приказу Зимриды. Абимилки упоминал и о измене царя Хацора, заключившего союз с врагами египтян хабиру.
В письмах Абимилки сообщал Эхнатону о враждебных действиях царя Сидона Зимриды, правителя Амурру Азиру и «людей Арвада», захвативших Цумур и территории в окрестностях Тира. В том числе, из послания № 149 известно о захвате сидонянами материковых владений Тира, включая Ушу, что значительно затруднило доставку в город пресной воды, леса и земли для погребения умерших. В письме № 151 даже упоминалось об осаде города. Желая ускорить прибытие египетской военной помощи для освобождения города от притеснений врагов, в послании № 155 Абимилки объявил Тир владением старшей дочери фараона Меритатон, а себя — её слугой. Вероятно, такой шаг был вызван распространившимися в Финикии слухами о прибытии в регион большого египетского войска, которое должно было восстановить в этих землях власть Эхнатона. Однако никаких свидетельств о военной активности египтян на северных окраинах царства в то время не сохранилось. Возможно, к концу правления Эхнатона из всех финикийских владетелей только правитель Тира остался верен египетскому фараону.
В послании № 151 Абимилки писал фараону о смерти царя Дануны и переходе власти к его брату, настроенному к тирцам более миролюбиво, чем его предшественник. Здесь же упоминалось и о связях Зимриды с народами моря, а также о делах в Ханаане.
В последующих письмах Абимилки информировал Эхнатона о других событиях на Ближнем Востоке. В том числе, он сообщал, что в Тир из-за врагов ограничен привоз леса и пресной воды, что хотя вблизи города нет войск хеттов, но царь Кадеша Айтакама и Азиру воюют с царём Дамаска Бириавазой. В послании № 153 написано о победе Абимилки над врагами фараона, но в письме № 154 снова сообщается о злоумышлениях Зимриды. Тот препятствовал привозу в город леса и питьевой воды, а также приказал убить одного из тирских чиновников, и это вынудило Абимилки опять просить правителя Египта оказать тирцам помощь в борьбе с бесчинствами властителя Сидона.
О дальнейшей судьбе Абимилки ничего не известно. В послании № 155 царь Тира писал царевне Меритатон о своём намерении прибыть ко двору фараона, если ему не удастся удержать город в своей власти. Возможно, он так и сделал. Также может быть, что Абимилки погиб во время одного из мятежей жителей Тира.
Кто был непосредственным преемником Абимилки на престоле Тира, сведений в исторических источниках не сохранилось. В изготовленном около 1209 года до н. э. «Папирусе Анастаси III» упоминается тирский царевич Баалат-тармук, однако не сообщается, был ли тот реальным правителем города. Сведения о царях Тира отсутствуют и в написанной в XI веке до н. э. повести «Путешествия Уну-Амона». Первым после Абимилки известным по имени тирским царём был Абибаал, в начале X века до н. э. основавший новую династию.